# Carosello Carosone n. 6
Carosello Carosone n. 6 è il sesto album del musicista italiano Renato Carosone, pubblicato il 14 novembre 1957.
Venne inciso come Renato Carosone e il suo Sestetto.

## Tracce
Lato 1
1. Torero (testo: Nisa - musica: Carosone)
2. Piccolissima serenata (testo: Amurri - musica: Ferrio)
3. Armen's theme (Bagdasarian)
4. Lazzarella (testo: Pazzaglia - musica: Modugno)

Lato 2
1. I tre cumpari (Paone)
2. Pigliate 'na pastiglia (testo: Nisa - musica: Carosone)
3. Buon Natale, amore (testo: Nisa - musica: Carosone)
4. 'A sunnambula (testo: Pisano - musica: Alfieri)

Note
- Le tracce 1 e 4 dei lati 1 e 2 sono cantate da Renato Carosone in napoletano.
- Le tracce 2 del lato 1 e 3 del lato 2 sono cantate da Piero Giorgetti.
- La traccia 2 del lato 2 è cantata da Gegé Di Giacomo in napoletano.